# Ange, encore tâtonnant
Ange, encore tâtonnant (en allemand Engel, noch tastend) est une aquarelle sur papier du peintre suisse allemand Paul Klee exécutée en 1939 et conservée au Centre Paul-Klee, à Berne.

## Description
Klee, après son licenciement en Allemagne en tant que professeur et sa qualification d'« artiste dégénéré », après la prise du pouvoir par les nazis, en 1933, s'installe en Suisse, son pays de naissance. Il a également été confronté au diagnostic selon lequel il souffrait d’une maladie incurable. Au cours de ses dernières années, Klee peint 28 tableaux d'anges, en 1939, et quatre autres en 1940, l'année de sa mort. Ses anges sont représentés avec un humour enfantin et ne sont pas des êtres mystiques transcendants.
L'ange de Klee dans ce tableau a une apparence enfantine, toujours à tâtons, avec des cheveux blonds, de grands yeux bleus et une bouche rouge, et est incliné vers la droite du tableau. Le bras tendu de l'ange, avec trois doigts et son pouce pointés vers l'avant, divise l'image en une moitié supérieure claire et une moitié inférieure sombre.